# Cho Seong-jin
Cho Seong-jin (kor. 조성진; ur. 28 maja 1994 w Seulu) – koreański pianista, laureat I nagrody oraz nagrody za najlepsze wykonanie poloneza (ufundowanej przez Towarzystwo im. Fryderyka Chopina) na XVII Międzynarodowym Konkursie Pianistycznym im. Fryderyka Chopina w 2015 roku.

## Życiorys
Na fortepianie zaczął grać w wieku sześciu lat. Jest studentem Konserwatorium Paryskiego w klasie Michela Béroffa.
Koncertował z orkiestrami Teatru Maryjskiego (dyr. Walerij Giergijew), Filharmonii Praskiej, Monachijskiej (dyr. Lorin Maazel), Seulu (dyr. Chung Myung-Whun), Filharmonii Uralskiej (dyr. Dmitrij Liss), Berlińską Orkiestrą Radiową (dyr. Marek Janowski), Rosyjską Orkiestrą Narodową (dyr. Michaił Pletniow), Orkiestrą Symfoniczną Bazylei (dyr. M. Pletniow), Tokijską Orkiestrą Symfoniczną oraz Orkiestrą Radio France.
Odbył tournées po Japonii, Niemczech, Francji, Rosji, Polsce, Izraelu, Chinach i USA. Wystąpił m.in. z recitalami w Operze Tokijskiej, w Osace, Konserwatorium Moskiewskim i Teatrze Maryjskim w Petersburgu. Uczestniczył w europejskich festiwalach, m.in.: w Petersburgu, Moskwie, Dusznikach-Zdroju oraz Krakowie. W 2015 został uhonorowany Medalem Młodego Pozytywisty.
Dla wytwórni Deutsche Grammophon nagrał płyty z utworami Chopina, Schuberta, Liszta, Mozarta i Debussy’ego.

## Nagrody
- 2008 – zwycięzca Międzynarodowego Konkursu Chopinowskiego w Moskwie, Rosja
- 2009 – zwycięzca Międzynarodowego Konkursu Pianistycznego w Hamamatsu, Japonia
- 2011 – III nagroda w Międzynarodowym Konkursie Muzycznym im. Piotra Czajkowskiego w Moskwie, Rosja
- 2014 – III nagroda w Międzynarodowym Mistrzowskim Konkursie Pianistycznym im. Artura Rubinsteina w Tel Awiwie, Izrael[7]
- 2015 – zwycięzca XVII Międzynarodowego Konkursu Pianistycznego im. Fryderyka Chopina oraz nagroda specjalna za najlepsze wykonanie poloneza (ufundowana przez Towarzystwo im. Fryderyka Chopina)[3]